# 黑星鱥
黑星鱥（学名：Phoxinus semotilus）为輻鰭魚綱鯉形目雅羅魚科的其中一種，分布於亞洲朝鮮半島淡水流域，體長可達12公分，生活習性不明。

## 扩展阅读
維基物種上的相關：黑星鱥